# 오이 소다

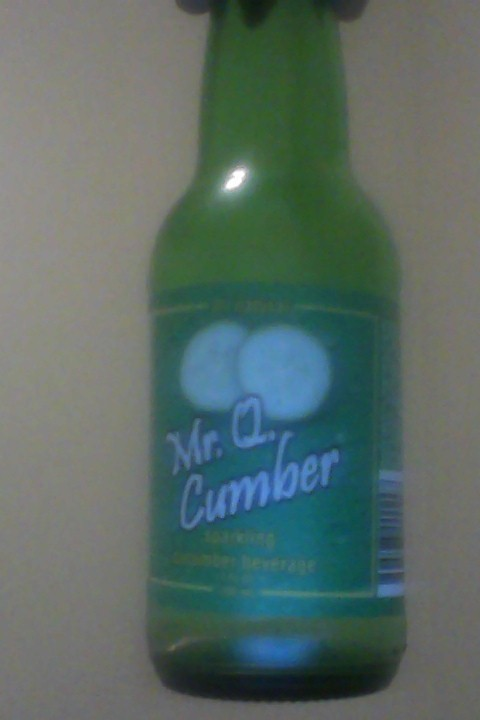
Mr. Q 오이 소다

오이 소다(Cucumber soda)는 오이 맛이 나는 소다의 한 종류이다. 가정에서 오이를 재료로 소다 머신을 사용해서 만들기도 한다.

## 같이 보기
- 오이
- 오이 주스
- 오이 수프
- 오이 샌드위치